# Destacamento de Inteligencia 201
El Destacamento de Inteligencia 201 (Dest Icia 201) fue una unidad de inteligencia del Ejército Argentino con base en la Guarnición Militar Campo de Mayo.

## Historia
Durante el terrorismo de Estado en Argentina, el reglamento del Ejército Argentino establecía que las grandes unidades de combate, es decir, las brigadas, podían recibir apoyo de inteligencia mediante destacamentos, compuestos por interrogadores, intérpretes, etc. El Destacamento de Inteligencia 201 era una unidad dependiente del Comando de Institutos Militares (que estaba a cargo de la Zona de Defensa IV) con base en la Guarnición Militar Campo de Mayo. Fue creado el 2 de noviembre de 1977. El Destacamento tuvo una sección dependiente en Zárate hasta 1982.
En octubre de 1975, el general de brigada Roberto Eduardo Viola había dictado la directiva 404/75, que ordenaba los roles a cumplir por las diferentes unidades militares en la autodenominada «lucha contra la subversión». Para la inteligencia, dictó, entre otras cosas,  [sic] «un fluido y permanente intercambio informativo entre las unidades de inteligencia y el Batallón de Inteligencia 601 […]».
El 201 fue disuelto a fines de 1983.